# Camp Bondsteel

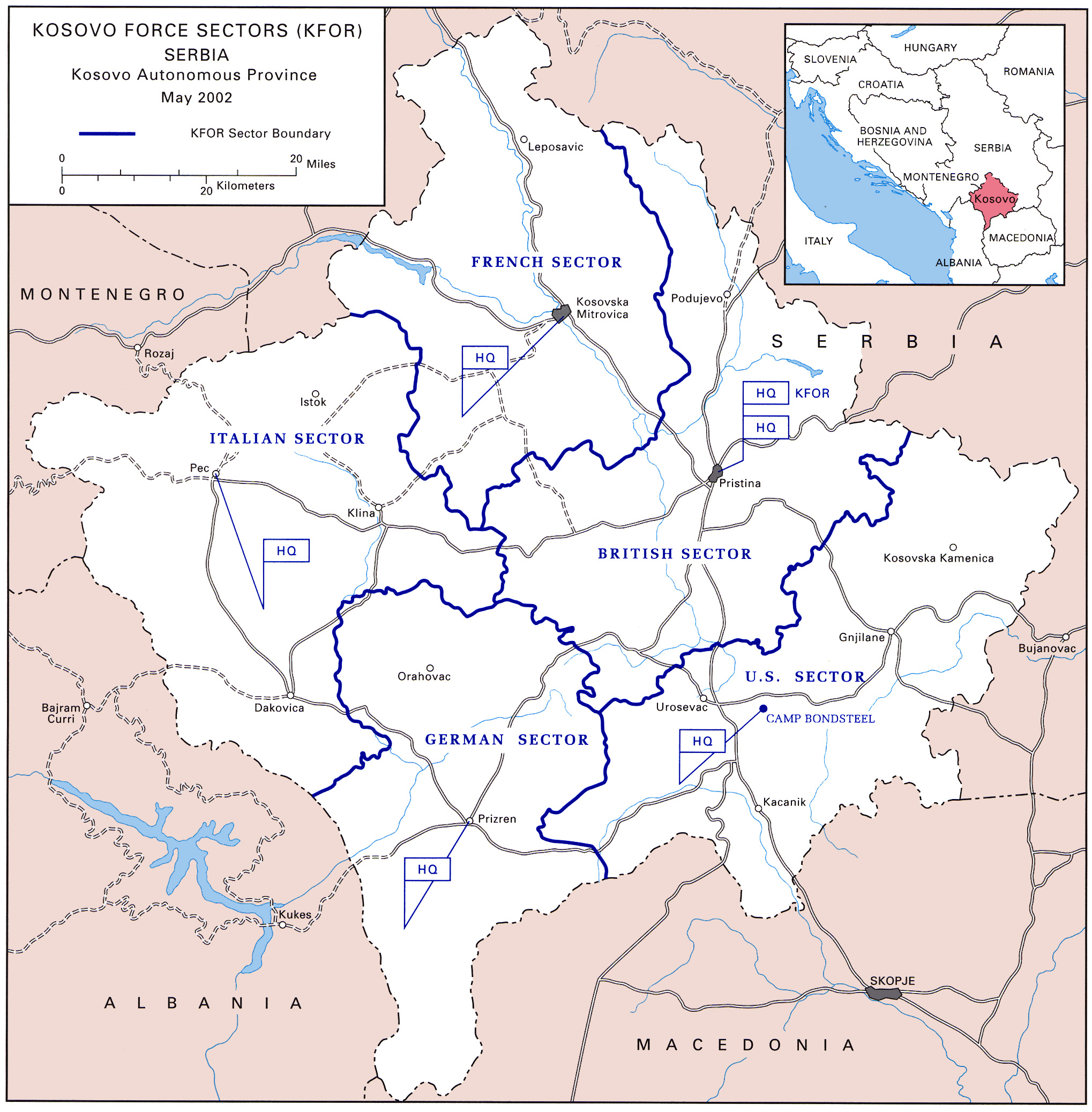
Lokalizacja bazy w sektorze amerykańskim

Camp Bondsteel – główna amerykańska baza wojskowa pod nadzorem KFOR znajdująca się w pobliżu miasta Uroševac w Kosowie. Baza służy jako natowska kwatera główna misji Multinational Task Force East (MNTF-E). Nazwa bazy została nadana na cześć ochotnika wojny wietnamskiej Jamesa Leroya Bondsteela.
Baza Camp Bondsteel została zbudowana przez 94 Engineer Construction Battalion przy współudziale prywatnych przedsiębiorstw Kellogg, Brown and Root Corporation (KBR) pod kierunkiem Army Corps of Engineers. Wkrótce po nalotach, w czerwcu 1999 r. siły USA zajęły 400 hektarów ziemi rolnej koło Uroszewaca nad granicą z Macedonią i rozpoczęły budowę bazy. Z miasteczka namiotowego powstała baza na 7 tysięcy (75%) żołnierzy USA w Kosowie. Ponad 300 budynków w sieci 25 km dróg otoczono 14 km wałów ziemnych i zapór betonowych. Powstałą bazę zabezpieczono 84 km drutu żyletkowego i 11 wieżami strażniczymi. Wewnątrz bazy znajdują się sklepy, całodobowe sale gimnastyczne, kaplica, biblioteka oraz nowoczesny szpital. Całkowita powierzchnia bazy wynosi ponad 955 akrów, otoczona jest 2,5 m. murem.
Od września 2006 roku do roku 2014 na terenie bazy stacjonował 300 osobowy batalion polskiej misji wojskowej w ramach PKW KFOR Polskiego Kontyngentu Wojskowego w Siłach NATO w Kosowie (KFOR).
Główne siły polskiego kontyngentu stanowiły 3 Pułk Przeciwlotniczy, w składzie 12 Szczecińskiej Dywizji Zmechanizowanej oraz 13 Elbląski Pułk Przeciwlotniczy w składzie 16 Pomorskiej Dywizji Zmechanizowanej z Elbląga oraz polscy policjanci. 2 maja 2008 Prezydent RP Lech Kaczyński odwiedził żołnierzy XVIII zmiany. W związku z redukcją wojsk KFOR w Kosowie w 2014 roku polski kontyngent został przeniesiony do Camp Novo Selo w okolicach Mitrowicy.